# کیث هیچنز
کیث هیچنز (به انگلیسی: keith hitchins) استاد تاریخ در دانشگاه ایلینوی در اوربانا شامپاین است و دکترایش را از دانشگاه هاروارد گرفته‌است.
زمینه کاری او تاریخ جنوب شرقی اروپا از ۱۴ میلادی تا الان، کردهای ترکیه و عراق، قفقاز (به‌ویژه جمهوری آذربایجان و گرجستان) مرکز آسیا (به‌ویژه تاجیک‌ها و ازبک‌ها) است و مقالات بسیاری در این زمینه نوشته‌است. او به تاریخ اندیشه و فرهنگ علاقه ویژه‌ای دارد. او ویرایشگر نشریه کردشناسی است. 

## آثار
کتاب‌های او عبارتند از :
1. Rumania, ۱۸۶۶-۱۹۴۷ (Oxford History of Modern Europe) (۱۹۹۴)
2. The Identity of Romania (۲۰۰۹)